# Savkudz Dzarasov
Savkudz Dzarasov (Osetia, Unión Soviética, 5 de enero de 1930-12 de julio de 1990) fue un deportista soviético especialista en lucha libre olímpica donde llegó a ser medallista de bronce olímpico en Roma 1960.

## Carrera deportiva
En los Juegos Olímpicos de 1960 celebrados en Roma ganó la medalla de bronce en lucha libre olímpica estilo peso pesado, tras el luchador alemán Wilfried Dietrich (oro) y el turco Hamit Kaplan (plata).